# Rhacolepis

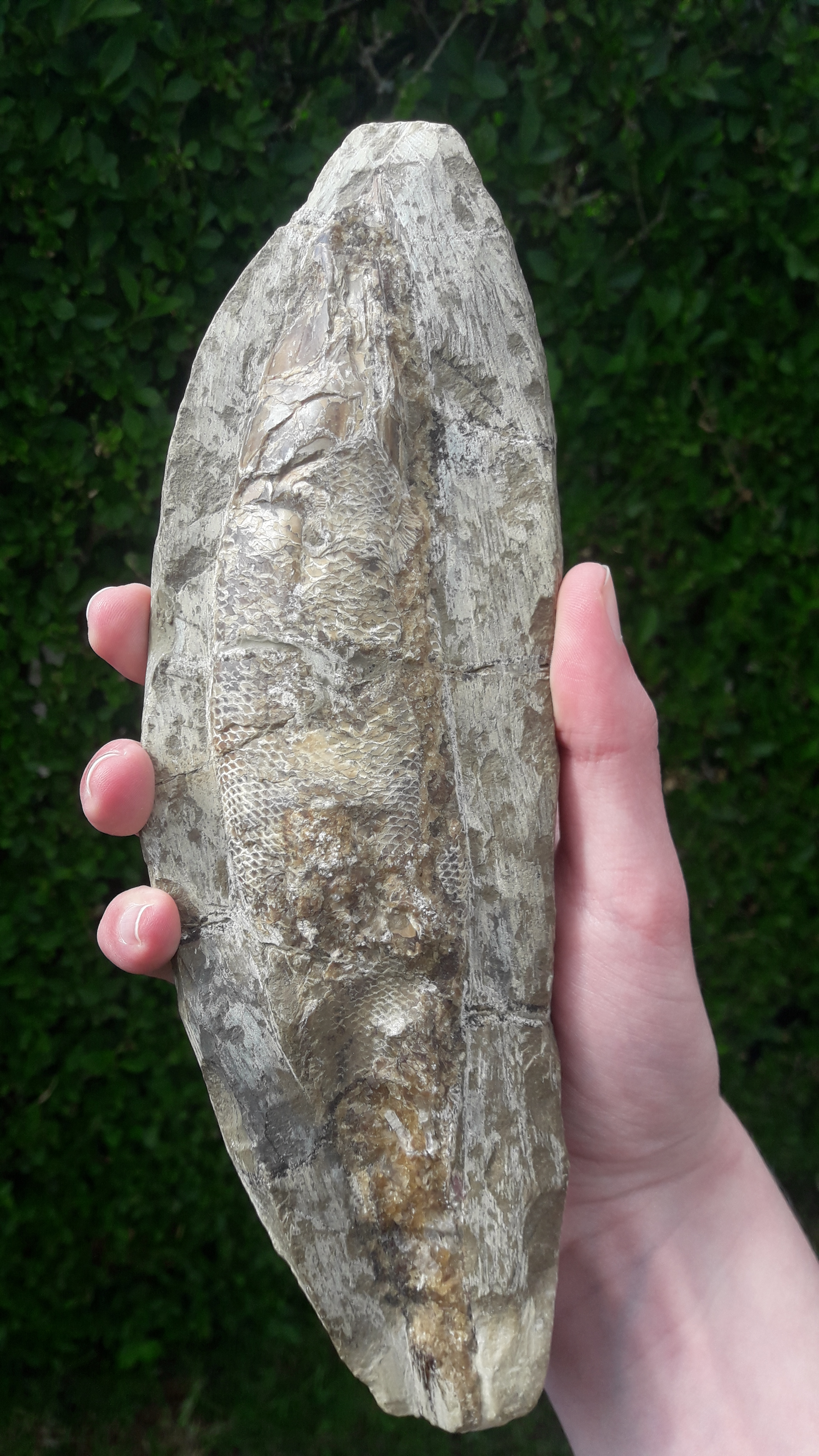
Fossiel van Rhacolepis Buccalis. het fossiel komt uit Brazilië, de provincie Ceará en is 23 cm lang. te zien is dat het fossiel nog een 3d form heeft en dat de schubben nog intact zijn.

Rhacolepis is een geslacht van uitgestorven straalvinnige beenvissen uit het Mesozoïcum in de periode Krijt. Het fossiel is voornamelijk gevonden in Brazilië (Ceará) maar ook in andere gebieden waar ondiep zeewater heeft gestroomd heeft men dit fossiel aan getroffen.

## Het uiterlijk
Deze 20 cm lange uitgestorven vissoort lijkt in uiterlijk op de huidige forel, wat vooral opvalt bij de fossielen die zijn gevonden van dit soort zijn de schubben en de oogkassen. Het visje had naar alle waarschijnlijkheid wel een rugzenuw, maar door het ontbreken van een beschermende wervelkolom behoren ze eigenlijk niet tot de vissen of tot de gewervelden. Maar wel tot de Chordata.
De Rhacolepis buccalis heeft waarschijnlijk, net als alle andere vissoorten die tot de Chordata behoren, op de bodem van (ondiepe) zeeën geleefd. Zijn voedsel bestond voornamelijk uit plankton dat hij uit het water zuiverde.